# Carmen Quintanilla
María del Carmen Quintanilla Barba, née le 11 mai 1954, est une femme politique espagnole membre du Parti populaire (PP).
Elle est élue députée de la circonscription de Ciudad Real lors des élections générales de mars 2000.

## Biographie

### Vie privée
Elle est mère de deux enfants.

### Études et profession
Titulaire d'un diplôme universitaire en relations du travail, elle enseigne le commerce. Fonctionnaire du Corps supérieur des techniciens des organismes autonomes de l'Administration civile de l'État, elle a principalement travaillé pour l'INEM ; l'organisme public national de l'emploi. Elle a également exercé les fonctions de cheffe de la section des coopératives à la Junte des communautés de Castille-La Manche.

### Engagée pour la cause des femmes
Elle fonde en 1982 l'Association des familles et des femmes du monde rural (AFAMMER) dans l'objectif de rendre plus visible la situation des femmes dans les villages d'Espagne. Pionnière dans la promotion du tourisme rural, l'association cherche à promouvoir la femme comme cheffe d'entreprise et diversifier les revenus de ces femmes, au-delà des apports liés à l'agriculture et à l'élevage,,. Elle est, à ce titre, membre consultative du Conseil économique et social des Nations unies (ECOSOC), membre du département de l'Information publique de l'ONU et du conseil d'administration du Mouvement mondial des mères (MMM). Conférencière lors du Congrès mondial de la Femme qui s'est déroulé en 1994 à Melbourne, elle participe l'année suivante à la quatrième conférence mondiale sur les femmes, avec le statut d'observatrice. Conservant ce statut lors de la révision quinquennale des accords de Beijing, elle se rend également aux Congrès mondiaux de la Femme de 1998, 2002 et 2007. Lors du Sommet mondial de l'Alimentation de Rome de 1996, elle est choisie comme observatrice par la FAO. À partir de 2005, elle est également observatrice des sessions annuelles de la commission relative à la condition juridique et sociale de la femme (CSW) de l'ONU.
Experte en violence de genre, elle a reçu le Prix national du travail le plus important pour l'éradication de la violence domestique et de genre de 2011, octroyé par l'Observatoire contre la violence domestique et le Conseil général du pouvoir judiciaire, au sein de la même promotion que María Teresa Fernández de la Vega et Graça Machel,. Le 25 novembre 2014, elle est doublement récompensée du Prix délivré par le ministère de la Santé, des Services sociaux et de l'Égalité en reconnaissance du travail réalisé contre la violence de genre et du Prix Menina octroyé par la délégation du gouvernement en Andalousie pour son travail en prévention et sensibilisation contre la violence de genre en milieu rural. En novembre 2015, elle obtient une mention spéciale de la délégation du gouvernement en Castille-La Manche.

### Députée au Congrès
Dans l'optique des élections générales de mars 2000, elle est investie en deuxième position sur la liste de Javier Rupérez dans la circonscription de Ciudad Real. Alors que le Parti populaire de José María Aznar remporte la majorité absolue des sièges du Congrès des députés, les conservateurs obtiennent près de 51,7 % des suffrages exprimés et trois mandats sur les cinq en jeu dans la circonscription. Élue à la chambre basse des Cortes Generales, Carmen Quintanilla devient membre de la commission de la Politique sociale et de l'Emploi et est choisie comme première secrétaire de la commission de la Coopération internationale pour le développement. Membre de la commission bicamérale des Droits de la femme, elle participe à la mission relative à l'éradication de la violence domestique qui débouche sur la création de la sous-commission chargée d'étudier des mesures concrètes. Au sein du PP, elle est membre du comité exécutif de la province de Ciudad Real et membre de la commission nationale de la Femme. Promue présidente de la commission aux Anciens du Parti populaire et membre de la Junte directive nationale après la désignation de Mariano Rajoy à la présidence du parti, elle conserve sa deuxième place sur la liste de Gustavo de Arístegui lors des élections législatives de mars 2004 qui voient la victoire des socialistes de José Luis Rodríguez Zapatero. Réélue, elle est portée à la deuxième vice-présidence de la commission bicamérale des Droits de la femme et de l'Égalité des chances et devient membre de la commission du Travail et des Affaires sociales. Membre de la commission non permanente du Suivi et de l'Évaluation des accords du pacte de Tolède, elle intègre la sous-commission chargée de proposer des mesures en faveur de l'adéquation des horaires de travail afin de favoriser la conciliation de la vie familiale avec les vie professionnelle entre septembre 2005 et février 2007. Elle est également membre du groupe d'amitié avec l'Assemblée nationale française.
Elle conserve son mandat parlementaire après la tenue des élections législatives de mars 2008 auxquelles elle concourt toujours en deuxième place sur la liste de Carlos Cotillas. Reconduite à la commission du Travail et de l'Immigration, elle entre à la commission de l'Environnement, de l'Agriculture et de la Pêche et est choisi comme première vice-présidente de la commission de l'Égalité présidée par la socialiste María Isabel Flores. Elle est également désigner par son groupe parlementaire pour occuper l'un des sièges de membre titulaire de la délégation espagnole à l'Assemblée parlementaire du Conseil de l'Europe. En avril 2011, elle présente un rapport devant l'institution internationale qui reconnait que, sur les près de cinq millions d'espagnoles vivant en milieu rural, une proportion de 80 % travaillent avec leur mari dans une exploitation agricole ; 40 % de celles-ci n'étant pas couvertes par la Sécurité sociale. Pour le compte du PP, elle est la rapporteuse de la loi relative à la propriété partagée dans les exploitations agraires, approuvée en juillet 2011, et permettant aux femmes d'être autant propriétaire que leur mari d'une exploitation tenue en commun. Lors des débats, elle regrette le rejet par le PSOE d'un amendement visant à augmenter la réduction de la Sécurité sociale aux femmes de plus de 40 ans,. Investie sur la liste de la maire de Ciudad Real Rosa Romero, elle est réélue au Congrès des députés après que le parti a remporté trois sièges lors des élections générales de novembre 2011. Portée à la présidence de la commission de l'Égalité à l'ouverture de la législature, elle devient suppléante à l'Assemblée parlementaire du Conseil de l'Europe,,. En décembre 2013, elle fait approuver la création d'une sous-commission vouée à l'étude de la traite d'êtres humains aux fins d'exploitation sexuelle. En janvier 2015, elle présente devant l'Assemblée parlementaire du Conseil de l'Europe un rapport adopté à l'unanimité relatif à l'égalité et à l'insertion des personnes handicapées,.
Après les élections générales de décembre 2015,, elle récupère ses anciennes fonctions de première vice-présidente de la commission de l'Égalité, désormais présidée par la socialiste Pilar Cancela, et de membre titulaire de l'Assemblée parlementaire du Conseil de l'Europe. Désignée porte-parole adjointe à la commission de l'Agriculture, de l'Alimentation et de l'Environnement, elle intègre la commission des Politiques d'intégration du handicap. Elle reprend la présidence de la commission bicamérale pour l'Étude du problème des drogues après la tenue du scrutin anticipé de juin 2016 tout en restant membre de celle de l'Égalité. En novembre suivant, elle est réélue vice-présidente de l'Union européenne des Anciens (ESU). En avril 2018, elle obtient un consensus des principaux groupes parlementaires afin de construire une nouvelle loi dont le but est de protéger les mineurs des boissons alcoolisées et déclare que « les jeunes ont perdu la peur de l'alcool ».